# Rutger Nilson
Curt Rutger Nilson, född 26 mars 1938 i Robertsfors, Västerbotten, död 15 oktober 2017 i Stockholm, var en svensk skådespelare.
Rutger Nilson är gravsatt i minneslunden på Kungsholms kyrkogård i Stockholm.

## Filmografi (urval)
- 2005 – Styckmordet (Berättelsen om en rättsskandal)
- 2001 – Beck – Mannen utan ansikte
- 1996 – Jägarna
- 1994 – Den vite riddaren (TV-serie)
- 1993 – Snoken (TV-serie gästroll)
- 1991 – Tre kärlekar (TV-serie gästroll)